# Drekkersstrang

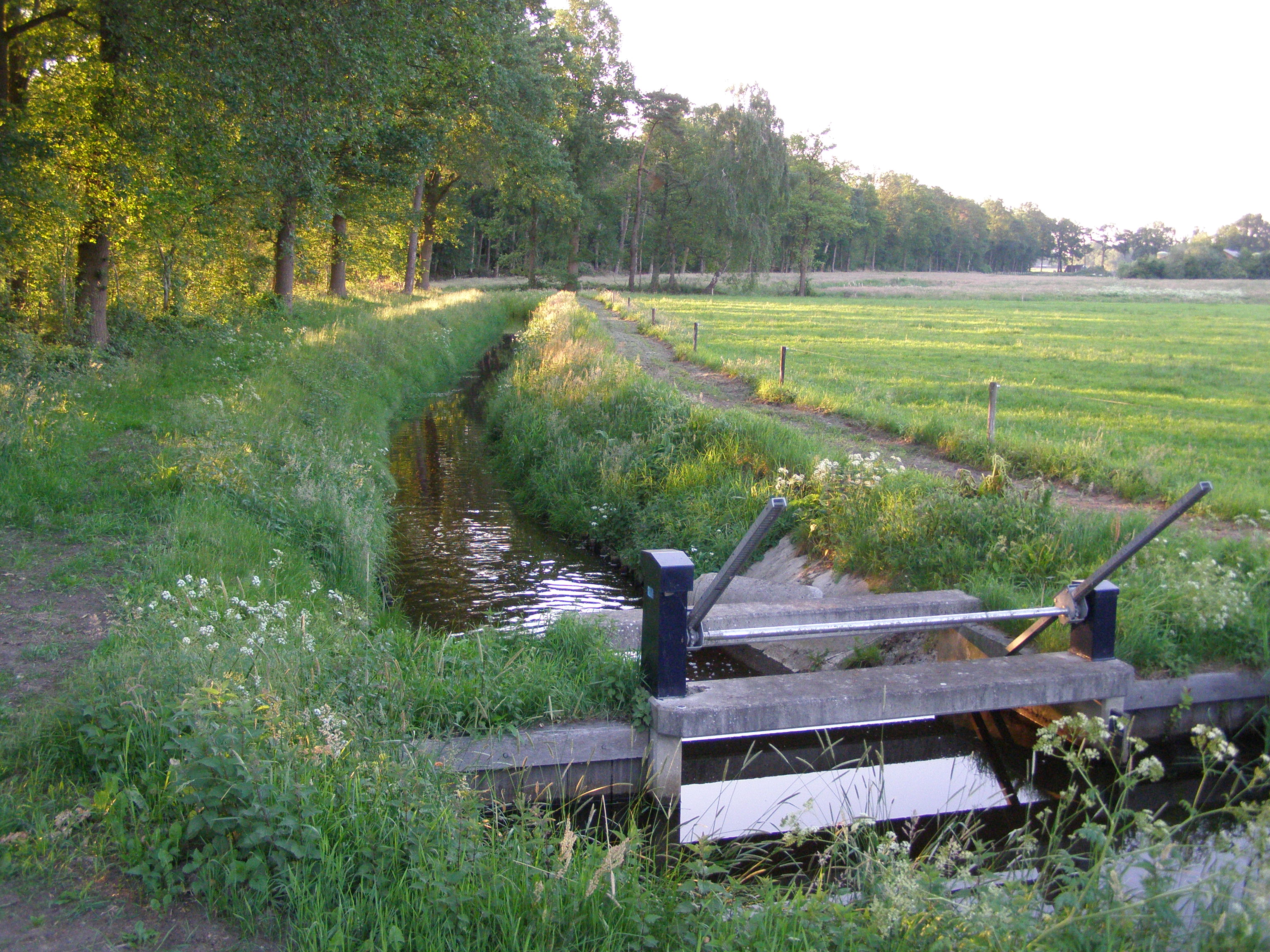
Stuw in de Drekkersstrang bij Boddenbroek

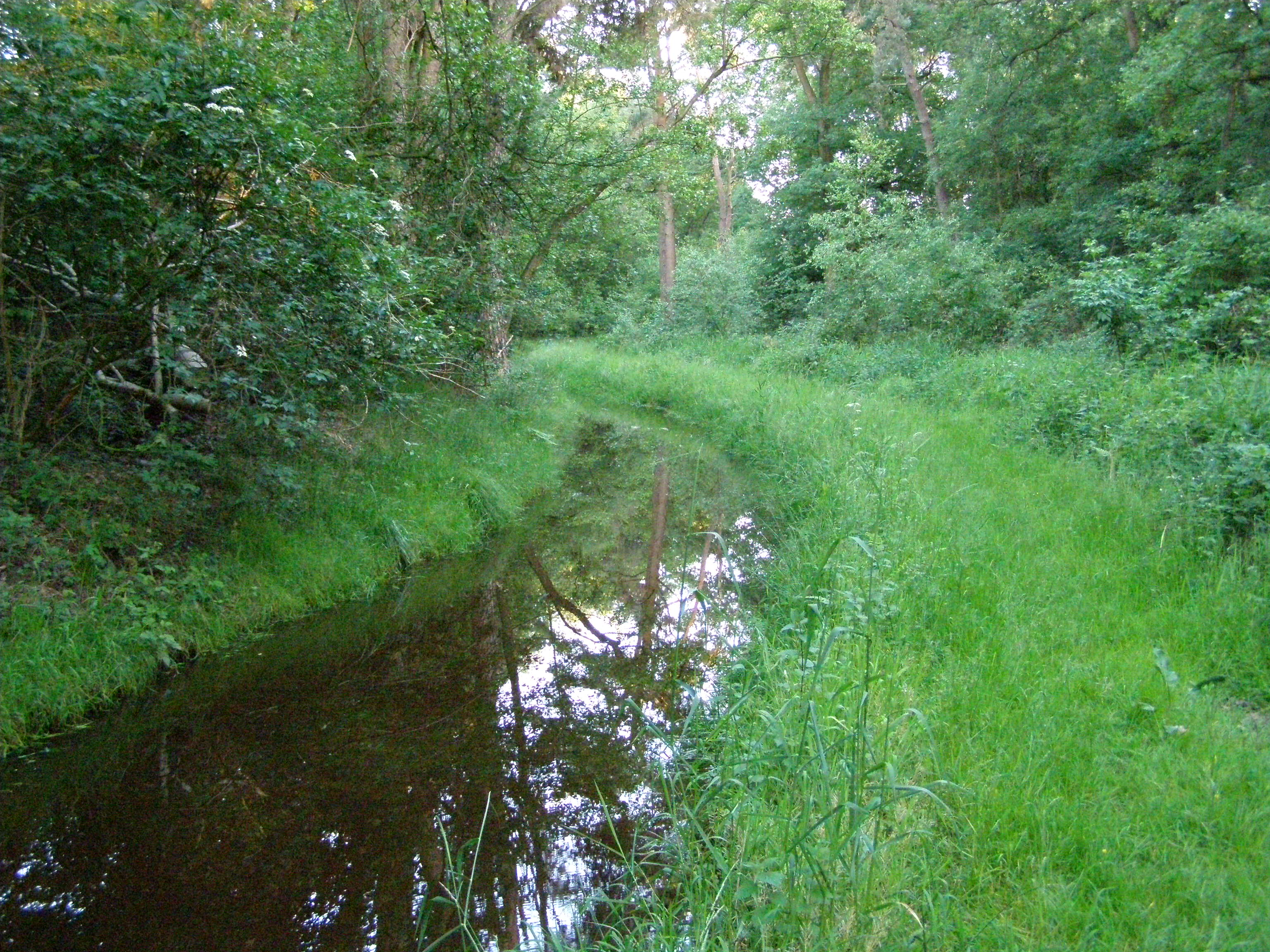
De Drekkersstrang in de omgeving van de Bentelerheide.

De Drekkersstrang is een beek bij Bentelo in de Nederlandse provincie Overijssel. De beek ontspringt ten noorden van Haaksbergen op een hoogte van ongeveer 23 meter boven zeeniveau. 
De beek heeft een lengte van ongeveer vijf kilometer en mondt ten zuiden van Bentelo uit in de Hagmolenbeek.